# Валерьяновка (Костанайская область)
Валерьяновка (каз. Валерьянов) — село в Тарановском районе Костанайской области Казахстана. Входит в состав Новоильиновского сельского округа. Находится примерно в 28 км к югу от районного центра, села Тарановское. Код КАТО — 396459400.

## История
Участок Валерьяновский основан в 1900 году при урочище Кур-Сай на левом берегу реки Тобол Дамбарской казахской кочевой волости Кустанайского уезда. Поселок стал заселяться с 1905 года переселенцами из южных губерний Российской империи. 
Образованная в 1904 году Валерьяновская волость состояла из 7 переселенческих посёлков: Валерьяновский, Степной, Прохоровский, Придорожный, Новоильиновский, Козырёвский, Увальный. В 1910 году в состав волости вошли новые переселенческие посёлки Аксуатский (бывший Аксуатский нижний), Богородский (бывший Аксуатский верхний), Екатерининский (бывший Макбалкульский), а в 1911 году- Даниловский (бывший Сарыблакский), Лысаковский (бывший Дунгурлюкский) и Карасорский. 
Посёлок Валерьяновский известен был существованием больницы, открытой в 1907 году, перенесённой из Николаевского посёлка Верхнеуральского уезда Оренбургской губернии. Эта первая больница в данной округе обслуживала население 28 окружных переселенческих поселений. В 1925 году Валерьяновская волость расформирована и влилась в состав укрупнённой Викторовской волости с центром в п. Новоильиновка.
В 1906—1907 годах житель Валерьяновки Колесников Иван Васильевич вёл переписку с писателем Л. Н. Толстым.
Валерьяновка известна была также своим элеватором уездного значения, построенном в 1915 году и маслозаводом, влившимся в 1978 году в состав Лисаковского гормолзавода.
В 1928 году создана сельхозартель «Коминтерн». В 1951 году создан укрупненный колхоз им. Т. Шевченко, объединявший поселки Валерьяновский, Козыревский и аул Кызыл-Жар. 
В 1961 году посёлок вошёл в состав Ново-Ильиновского совхоза. В настоящее время входит в Новоильиновский сельский округ.

## Население
В 1999 году население села составляло 638 человек (302 мужчины и 336 женщин). По данным переписи 2009 года, в селе проживали 492 человека (233 мужчины и 259 женщин).